# 1087 Arabis
1087 Arabis è un asteroide della fascia principale del diametro medio di circa 31,75 km. Scoperto nel 1927, presenta un'orbita caratterizzata da un semiasse maggiore pari a 3,0138037 UA e da un'eccentricità di 0,0953642, inclinata di 10,06977° rispetto all'eclittica.
Il suo nome fa riferimento alle piante del genere Arabis.